# Kurt Maflin
Kurt Maflin, né le 8 août 1983 à Londres, est un joueur norvégien professionnel de snooker. 
Maflin est le seul joueur norvégien du circuit professionnel. Son meilleur résultat dans un tournoi classé est demi-finale, atteint à trois reprises. Il a aussi été quart de finaliste au championnat du monde de snooker 2020. L'année d'après, il s'est classé aux portes du top 20 mondial.  

## Carrière
Maflin a été finaliste au tournoi qualificatif pour le Masters en 2007, mais a perdu cette finale contre Barry Hawkins (6-4). Une victoire lui aurait permis de se mesurer au seize meilleurs joueurs de snooker du monde lors du Masters de snooker 2008.
Grâce à une bonne saison dans les tournois du championnat du circuit des joueurs 2012-2013, il termine à la 28e position du classement général et se qualifie donc pour l'épreuve finale de Galway, en Irlande. Il y bat Ken Doherty, Rod Lawler et Ben Woollaston pour rejoindre les demi-finales, son meilleur résultat dans un tournoi comptant pour le classement. Il y est écrasé contre Ding Junhui (4-0). Le Norvégien compte deux autres apparitions en demi-finale de ce type de tournois. Une première fois à l'Open de Chine 2015, où il remporte de belles victoires contre Ali Carter et Shaun Murphy, avant d'être éliminé par Mark Selby. Maflin réitère une troisième fois à l'occasion du Masters de Riga au début de la saison 2019-2020 de snooker. Il y est battu de justesse contre un adversaire à sa portée, Mark Joyce, 5 manches à 4, alors qu'il menait 4 à 1. 
Maflin a participé trois fois aux phases finales des championnats du monde au Crucible Theatre de Sheffield. Lors de sa première apparition en 2015, il est défait d'entrée de jeu contre le tenant du titre, Mark Selby, malgré une rencontre disputée (10-9). Le joueur norvégien se qualifie une deuxième fois en 2020 et réalise son meilleur résultat, éliminant David Gilbert puis le quadruple champion du monde John Higgins pour une place en quart de finale,. Il tombe alors contre Anthony McGill, avec le score de 13 à 10. Il se sort à nouveau des qualifications lors de l'édition suivante mais ne franchit pas le premier tour. Malgré une lourde défaite contre Selby (10-1), il culmine à l'issue du tournoi au meilleur classement de sa carrière (21e).
Maflin compte un seul titre sur le circuit professionnel, lors d'une épreuve du circuit du challenge en 2004. Dans les rangs amateur, il a gagné cinq tournois, dont le championnat du monde amateur (2006) et deux championnats de Norvège (2006 et 2016).   

## Vie personnelle
Kurt Mailin est né du côté de Londres. Il prend la nationalité norvégienne par amour pour Anita Rizzuti, joueuse norvégienne du circuit féminin qu'il rencontre à Riga lors des Championnats d'Europe amateur en 2001. Celle-ci s'arrête en demi-finale, tandis que Maflin s'incline en finale. Le couple représente la Norvège pendant la Coupe du monde de snooker par équipes où chaque pays est représenté par deux joueurs. Ils s'inclinent des la phase de poule malgré deux victoires en 5 matchs.
Maflin a appris sa nouvelle langue en mettant les sous-titres en norvégien des séries qu’il regarde.
Il est surnommé Metal man, surnom qu’il doit à un accident de voiture qui lui a laissé une plaque de métal de 15 cm et 7 vis dans l’épaule.

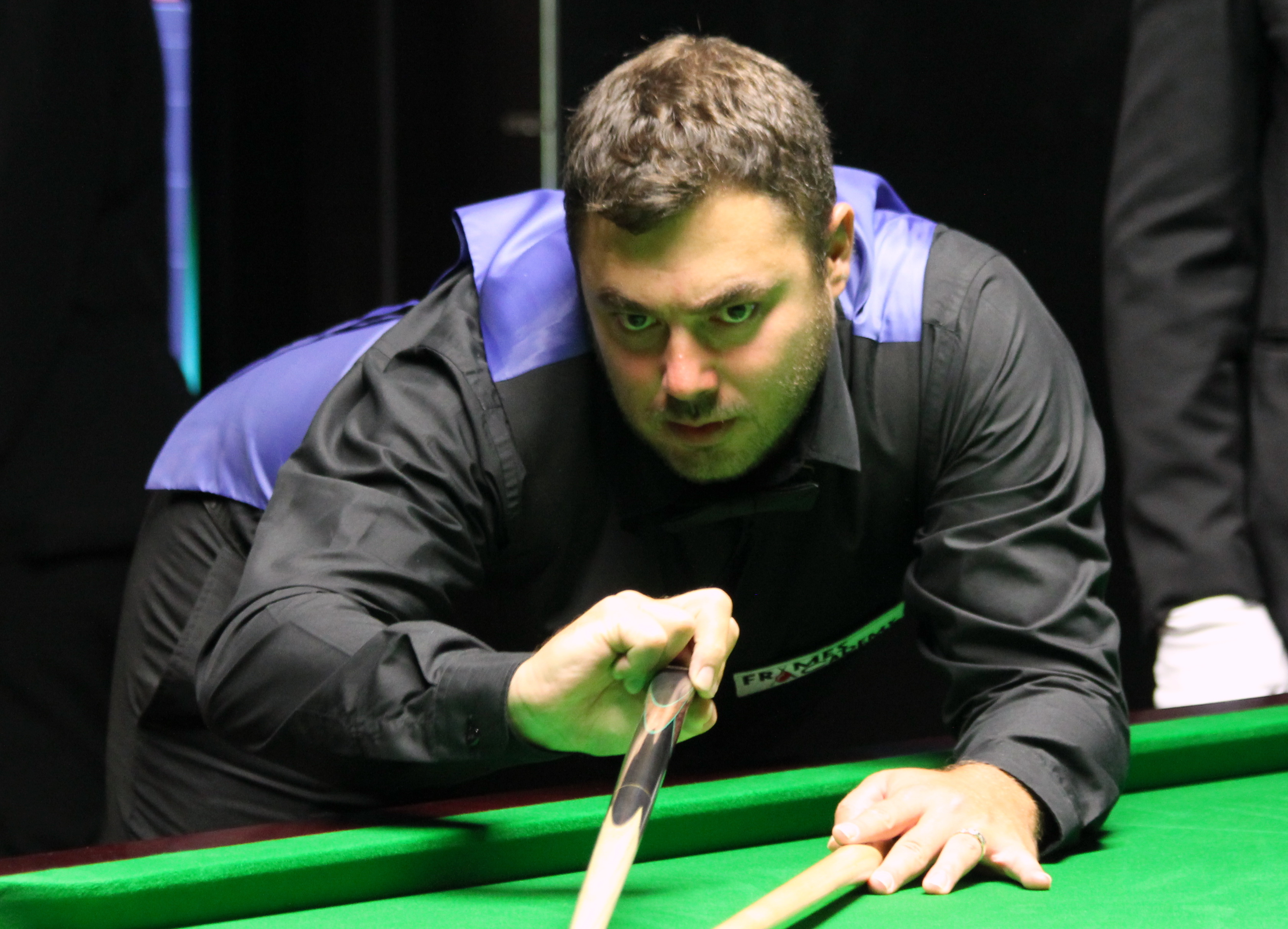
Classique Paul Hunter 2016

Maflin est un supporter de Chelsea.

## Palmarès
| Légende | Catégorie                      | Titres                         | Finales                        |
|         | Tournois classés               | 0                              | 0                              |
|         | Tournois non classés           | 0                              | 1                              |
|         | Circuit du challenge           | 1                              | 0                              |
|         | Tournois amateurs              | 4                              | 4                              |
| Gras    | Tournois de la triple couronne | Tournois de la triple couronne | Tournois de la triple couronne |

### Titres
| Saison    | Nom du tournoi                             | Lieu      | Finaliste           | Score | Tableau |
| 2002-2003 | Circuit du challenge (épreuve 4)           | Prestatyn | James Leadbetter    | 6-2   |         |
| 2006      | Championnat du monde amateur               | Amman     | Daniel Ward         | 11-8  |         |
| 2006-2007 | Séries internationales Pontins (épreuve 5) | Prestatyn | Ashley Wright       | 6-3   |         |
| 2007      | Championnat de Norvège amateur             |           | Malvin Bjelland     | 4-0   |         |
| 2016      | Championnat de Norvège amateur (2)         |           | Audun Risan Heimsjø | 4-0   |         |

### Finales
| Saison    | Nom du tournoi                             | Lieu      | Finaliste      | Score | Tableau |
| 2001      | Open d'Angleterre amateur                  |           | Lee Spick      | 0-8   |         |
| 2001      | Championnat d'Europe amateur               | Riga      | Bjorn Haneveer | 6-7   |         |
| 2006-2007 | Séries internationales Pontins (épreuve 1) | Prestatyn | Munraj Pal     | 3-6   |         |
| 2006-2007 | Séries internationales Pontins (épreuve 8) | Prestatyn | James McBain   | 4-6   |         |
| 2007-2008 | Épreuve qualificative au Masters           | Sheffield | Barry Hawkins  | 4-6   |         |